# Ronald Thibert
Pour les articles homonymes, voir Thibert.
Ronald Thibert, né à Saint-Édouard de Napierville en 1942 et mort à Saguenay (ville) le 31 mars 2016 (à 74 ans), est un sculpteur québécois et professeur d'art. Son point d'attache, depuis 1973, est situé à Chicoutimi, dans la ville de Saguenay, près du lac Saint-Jean.

## Biographie
Ronald Thibert fait ses études classiques (1955-1962) au Collège Bourget, à Rigaud, puis fréquente l’École des beaux-arts de Montréal, et se perfectionne à Bournemouth en Angleterre et à l’Université Concordia, où il obtient une maîtrise en beaux-arts (arts plastiques) (sigle en anglais : M.F.A.).
De 1973 à 1997, Ronald Thibert enseigne à l’Université du Québec à Chicoutimi. À quelques reprises, il y assume la direction des programmes de baccalauréat et de maîtrise en arts. Puis, il travaille aux Ateliers Touttout de Chicoutimi, dont il devient le président en 2005, une responsabilité qui incombe à son fils Guillaume en 2010.
Ronald Thibert est le père de 3 enfants : Alexandre Thibert (1970-2009), Étienne Thibert et Guillaume Thibert. Ce dernier, compositeur, est directeur général du CEM à Saguenay.

## Principales réalisations
- En 1980, Ronald Thibert est un des dix sculpteurs invités au Symposium international de sculpture environnementale de Chicoutimi ; ses sculptures, installées sur les berges du lac Saint-Jean, se fondent petit à petit dans un environnement en perpétuelle mutation ; l’une d’elles, Ophélia, finit par disparaître dans les eaux du lac.
- En 1986, sa sculpture Femme et Terre, devant le Musée Louis-Hémon à Péribonka, fait l’objet d’une controverse titrée  « L’hymen à Maria »[9].
- En 1995, il réalise une sculpture pour le Pavillon de recherche forestière à l’UQAC.
- En 1995-1996, il participe à l’événement Cuesta à Grimsby, Ontario, où il intervient dans un boisé et dans un parc en sculptant, à même un tronc d’arbre vivant, des fragments de corps.
- En 1999, il réalise une sculpture pour le Parc des Monts Valin.
- Depuis 2005, il expose Station : quatorze madriers de noyer cendré appuyés au mur ; leurs parties sculptées ramènent à la mémoire des fragments d’œuvres connues réalisées par des grands maîtres (Le Caravage, Rubens, Rembrandt, Michel-Ange, Courbet, Delacroix, Rodin, …).

## Expositions solo
- 1980 : Ronald Thibert, Sculptures récentes, Galerie du Musée national des beaux-arts du Québec, à Québec
- 1988 : La Leçon, Galerie Bourget, à Montréal
- 1990 : Ronald Thibert et F.-L. Tremblay, au Musée du Saguenay, Chicoutimi
- 1992 : Ronald Thibert, Espace Virtuel, à Chicoutimi
- 1994 : Hors contexte, l’Oreille Coupée, à Chicoutimi
- 1997 : Le Radeau, Espace Virtuel, Chicoutimi
- 1999 : Le Radeau, édifice Belgo (Espace Virtuel), à Montréal
- 2005 : Station, Galerie Montcalm, à Gatineau
- 2007-2010 : Station, au Centre National d'Exposition[10], mont Jacob, Jonquière
- 2014-15 : Pour en finir avec le minimalisme, L'Œuvre de l'autre, à Chicoutimi (Interview sur Ronald Thibert https://vimeo.com/116725922)

## Expositions collectives
- 1978 : Tendances actuelles au Québec, au Musée d'art contemporain de Montréal
- 1980 : Sculpture au Québec 1970-1980, au Musée d'art contemporain de Montréal
- 1985 : L’idée de série, au Musée national des beaux-arts du Québec, à Québec
- 1987 : De Fer et d’acier, à la Galerie d’art Lavalin, Montréal
- 1989 : Artluminium, à la Galerie d’art Lavalin, Montréal
- 1989-1990 : Passages, au Musée du Saguenay—Lac-St-Jean, puis à Gatineau et à Edmundston
- 1995 : D’autres passages, au Centre National d’Exposition, à Jonquière, au mont Jacob
- 1996 : Acquisitions, au Musée national des beaux-arts du Québec, à Québec
- 1996 : Terre commune / Common Ground, à la Grimsby Public Art Gallery, à Grimsby (Ontario) et à la Galerie Séquence, Chicoutimi[11]
- 1998 : Cheval de 3 Générations, à l'Espace virtuel, Chicoutimi
- 2004 : Convergence, au Centre national d’exposition, à Jonquière, au mont Jacob
- 2010 : Le paradoxe du rapprochement : 50 artistes pour 50 ans, au Centre national d'exposition, Salle Rio Tinto Alcan, à Jonquière, mont Jacob, été 2010[12]

## Collections publiques (principales pièces)
- au Musée d'art contemporain de Montréal :
  - 1978, Paysage (sculpture, acier, 60 × 295 × 460 cm)
- au Musée national des beaux-arts du Québec, à Québec[13] :
  - 1979, Au jour le jour (sculpture, acier et bois, 5 parties, 112 × 223 × 1 300 cm)
- au Musée du Saguenay (dit  la Pulperie de Chicoutimi) :
  - 1987, Quatre temps (sculpture, acier, 4 parties, 90 × 175 × 178 cm)
- dans la banque d'œuvres, du Conseil des Arts du Canada :
  - 1994, Hors contexte  (sculpture, bois, 3 parties, 267 × 173 × 30 cm)
- à la Grimsby Public Art Gallery :
  - 1995, Cuesta (sculpture, bois, 3 parties, 93 × 35 × 26 cm chacune)
- dans la collection « Prêt d'œuvres d'art », au Musée national des beaux-arts du Québec, à Québec[13] :
  - 1995, Stabat (sculpture, bois, 5 parties, 377 × 422 × … cm)

## Bourses
- Des subventions du Ministère de la Culture du Québec (CALQ) et du Conseil des Arts du Canada ont soutenu la démarche de l’artiste.